# Alena Popčanka
Alena Popčanka (in bielorusso Алена Попчанка?; Homel', 28 luglio 1979) è una nuotatrice bielorussa naturalizzata francese.

## Biografia
Nata in Bielorussia, naturalizzata francese nel 2005, vincitrice di una medaglia d'oro mondiale e due europee in vasca corta con la squadra bielorussa e di una europea, sempre in vasca corta, con quella francese.
A sei anni fu costretta a lasciare la Bielorussia in seguito al disastro di Černobyl'. Una volta allontanatesi le radiazioni, tornò in Bielorussia ed iniziò a nuotare. Nel 2002 lasciò però nuovamente il territorio bielorusso per sfuggire alla dittatura di Aljaksandr Lukašėnka e si rifugiò in Francia, a Melun, per allenarsi con Philippe Lucas, tecnico anche di Laure Manaudou. Nel 2003 con la squadra bielorussa vinse l'oro nei 200 m stile libero ai mondiali di Barcellona. Nel novembre 2005 ottenne la cittadinanza francese; coi colori francesi vinse due bronzi agli Europei in vasca corta di Trieste. Nel 2006, dopo aver vinto quattro bronzi europei a Budapest, nella rassegna continentale al coperto ad Helsinki vinse l'argento sui 100 m stile libero e l'oro nei 200 m stile libero battendo la polacca Otylia Jędrzejczak e la svedese Josefin Lillhage.
Nel 2007 ha conquistato due medaglie (un argento e un bronzo) ai Campionati europei in vasca corta di Debrecen (Ungheria) e una medaglia di bronzo nella staffetta 4x200 ai mondiali di Melbourne.
Si è ritirata dalle gare dopo le Olimpiadi del 2008.

## Palmarès
- Mondiali

Barcellona 2003: oro nei 200m sl.
Melbourne 2007: bronzo nella 4x200m sl.
- Campionati Europei:

Berlino 2002: bronzo nei 100m sl e nei 200m sl.
Budapest 2006: bronzo nei 100m farfalla, nella 4x100m sl, nella 4x200m sl e nella 4x100m misti.
Eindhoven 2008: oro nella 4x200m sl.
- Europei in vasca corta:

Riesa 2002: oro nei 100m sl e nei 200m sl e argento nella 4x50m sl.
Dublino 2003: bronzo nei 200m sl e nei 100m farfalla.
Trieste 2005: argento nei 100m farfalla e bronzo nei 100m sl.
Helsinki 2006: oro nei 200m sl e argento nei 100m sl.
Debrecen 2007: argento nei 100m farfalla e bronzo nella 4x50m misti.